# 7CLIPS+MORE
『7CLIPS+MORE』（セブン・クリップス・プラス・モア）は、GRAPEVINEのPV集。2005年9月21日にポニーキャニオンから発売された。

## 概要
『10 CLIPS』から約3年ぶり、通算3枚目となるPV集。13枚目のシングル「BLUE BACK」から、17枚目のシングル「その未来/アダバナ」までのPV7曲に加え、『déraciné』のジャケット写真に使われているイラストが使われたおまけ映像が収録されている。本作からDVD形式1種類での発売となっている。
本作の製作には、映像作家である島田大介が携わっている。

## 収録曲
1. その未来
PV監督：清水康彦
2. アダバナ
PV監督：大根仁
荒川良々、おぎやはぎ、バナナマン、小林恵美が出演。
3. Everyman,everywhere
PV監督：ウスイヒロシ
4. BREAKTHROUGH
5. ぼくらなら
6. 会いにいく (GRAPEVINEの曲)
PV監督：村本天志
田口トモロヲ、麻生祐未、村上淳が出演。
7. BLUE BACK